# 아후 튀르크펜체
아후 튀르크펜체(튀르키예어: Ahu Türkpençe, 1977년 1월 2일 ~ )는 튀르키예의 배우이다. 2013 아다나 국제 영화제 골든 볼 여자연기자상 수상자이다.

## 출연 작품
- 스페셜 포스 : 블러드 마운틴 (2016)
- 노바디스 홈 (2013)
- 브로트 바이 더 씨 (2010)